# Motortechnische Zeitschrift
Die MTZ – Motortechnische Zeitschrift ist eine Fachzeitschrift auf dem Gebiet Kraftmaschinen. Sie erscheint im Verlag Springer Fachmedien Wiesbaden im Imprint Springer Vieweg, der auch die Schwesterzeitschrift ATZ – Automobiltechnische Zeitschrift sowie andere Zeitschriften der ATZ/MTZ-Gruppe herausgibt. Zielgruppe der MTZ sind Unternehmen und Institutionen mit ihren Bereichen Forschung und Entwicklung von Verbrennungskraftmaschinen und Elektroantrieben sowie deren Zulieferer, speziell für die Kraftfahrzeugtechnik.

## Geschichte
Die MTZ wurde 1939 von Heinrich Buschmann und Prosper L’Orange gegründet. Die heutige Schwesterzeitschrift ATZ ist älter und wurde bereits 1898 als Der Motorwagen gegründet.

## Inhalt und Themen
In der MTZ wurde und wird traditionell über Themen der Verbrennungskraftmaschinen berichtet, angefangen von ersten Forschungsprojekten über Prototypenentwicklung bis hin zu Serienumsetzung und Produktionseinführung. Seit den 2010er-Jahren umfasst das Themengebiet auch Elektromotoren, Hybridantriebe und elektrifizierte Verbrennungskraftmaschinen. Das Spektrum reicht von Kleinmotoren bis zu Großmotoren für Anwendungen im Schiffbau, von der Erprobung neuer Materialien über neue Konzepte mechanischer und elektronischer Motorkomponenten bis Komplettsysteme, sowie Forschungs-, Labor-, Prüfstands- und Simulationsthemen.
Darüber hinaus wird über Fachtagungen und andere Veranstaltungen sowie über neue Patente berichtet. Die Beiträge werden vorwiegend von Entwicklungsleitern und Fachreferenten verschiedener Institutionen und Unternehmen sowie von Redakteuren des Verlags erstellt.

## Internationalisierung
Seit 2008 existiert eine englischsprachige Ausgabe der MTZ, die der Springer-Verlag ausschließlich als digitale Zeitschrift herausgibt.

## Verbreitung
Die MTZ ist im Abonnement als Print-Produkt oder als digitale Ausgabe zu erwerben. Einen Einzelverkauf bietet der Verlag nicht an.

## Online-Darstellung
Die MTZ verfügt über keine eigenständige redaktionelle Internetseite. Stattdessen werden redaktionelle Inhalte aus dem Bereich der Motorentechnik auf der Internetplattform des Verlags wiedergegeben. Die Redakteure der MTZ sind dort auch als Redakteure angegeben. Die MTZ ist als digitale Zeitschrift in den Online-Bibliotheken des Springer-Verlags, Springer Link und Springer Professional.

## Organ
Die MTZ ist ein Organ folgender Verbände und Institutionen (Stand 08/2012):
- Fachverband Motoren und Systeme im VDMA, für die Fachgebiete Verbrennungsmotoren und Gasturbinen
- Forschungsvereinigung Verbrennungskraftmaschinen e. V. (FVV)
- Wissenschaftliche Gesellschaft für Kraftfahrzeug- und Motorentechnik e. V. (WKM)
- Österreichischer Verein für Kraftfahrzeugtechnik (ÖVK)
- Zusammenarbeit mit der STG, Schiffbautechnischen Gesellschaft e. V., Hamburg, auf dem Gebiet Schiffsantriebe durch Verbrennungskraftmaschinen

## Beirat
Für die MTZ ist ein wissenschaftlicher Beirat tätig. Er setzt sich aus folgenden Personen zusammen (Stand 08/2012):
- Michael Bargende (Universität Stuttgart)
- Christian Beidl (TU Darmstadt)
- Ulrich Dohle (Tognum AG)
- Lutz Eckstein (WKM)
- Klaus Egger
- Dietmar Goericke (Forschungsvereinigung Verbrennungskraftmaschinen e. V.)
- Uwe Dieter Grebe (AVL List GmbH)
- Jens Hadler (APL Automobil-Prüftechnik Landau GmbH)
- Thorsten Herdan (Bundesministerium für Wirtschaft und Energie (BMWi))
- Heinz K. Junker (Mahle GmbH)
- Peter Langen (BMW AG)
- Hans Peter Lenz (ÖVK)
- Helmut List (AVL List GmbH)
- Ralf Marquard (FEV GmbH)
- Wolfgang Maus (Emitec Gesellschaft für Emissionstechnologie mbH)
- Leopold Mikulic (Daimler AG)
- Stefan Pischinger (FEV GmbH)
- Hans-Peter Schmalzl (APC - Advanced Propulsion Concepts Mannheim GmbH)
- Ulrich Seiffert (TU Braunschweig)
- Ulrich Spicher (MOT GmbH)